# Ivan Mariz
Ivan Mariz (16 de gener de 1910 - 13 de maig de 1982) fou un futbolista brasiler.

## Selecció del Brasil
Va formar part de l'equip brasiler a la Copa del Món de 1930.

## Palmarès
- Campionat carioca (1): 
  - Fluminense: 1936
- Copa Roca (2): 
  - Brazil: 1931, 1932